# The Time of the Oath
The Time of the Oath ist das siebte Studioalbum der deutschen Metal-Band Helloween. Es erschien im Jahr 1996 bei Castle Communications.

## Entstehung und Veröffentlichung
Nach dem Neuanfang 1994 mit Master of the Rings blieb die Bandbesetzung stabil. Bereits 1995 wurde ein neues Album aufgenommen. Alle Bandmitglieder steuerten Kompositionen bei, Jørn Ellerbrock und Tommy Hansen spielten die Keyboards ein, letzterer fungierte auch als Produzent. The Time of the Oath erschien am 29. Februar 1996 und wurde dem ehemaligen Schlagzeuger Ingo Schwichtenberg gewidmet, der im Jahr zuvor Suizid verübt hatte.

## Titelliste
1. We Burn – 3:04
2. Steel Tormentor – 5:40
3. Wake Up the Mountain – 5:01
4. Power – 3:28
5. Forever and One (Neverland) – 3:54
6. Before the War – 4:33
7. A Million to One – 5:11
8. Anything My Mama Don’t Like – 3:46
9. Kings Will Be Kings – 5:09
10. Mission Motherland – 9:00
11. If I Knew – 5:30
12. The Time of the Oath – 6:58

## Stil
Stilistisch knüpft das Album an seinen Vorgänger an. Helloween spielen also Power Metal mit eingängigen Refrains und Riffs sowie vielen melodiösen Gitarrensoli. Es finden sich überwiegend schnelle und harte Stücke, aber auch eingängige Stücke mittleren Tempos und zwei Balladen. The Time of the Oath ist ein Konzeptalbum über die Prophezeiungen des Nostradamus.

## Rezeption
Das Album wurde von der Presse überwiegend positiv aufgenommen. Jan Michael Dix vom Rock Hard kritisiert zwar Andi Deris’ Gesangsstil, der nicht immer zur Musik passe, außerdem könne er sich „kaum des Eindrucks erwehren, daß die Band nicht entschlossen genug ihre Möglichkeiten ausschöpft“. Dennoch lobt er den modernen Klang, die originellen Strukturen und hält The Time of the Oath für „durchaus ein sehr gutes Album“. Auch Marcel Rapp erwähnt auf powermetal.de „die zwar großartige Stimme eines Andi Deris, die für Midtempo-Songs wie geschaffen ist, bei High-Speed-Krachern […] aber deutliche Schwächen aufweist, obwohl die Songs für sich genommen grandios sind.“ Es sei insgesamt „eine Platte mit gutem Songwriting, eingängigen Riffs und ohrwurmtauglichen Songs“.